# ジェファーソン山 (ビタールート山脈)
ジェファーソン山 (ジェファーソンさん、Mount Jefferson) は、アメリカ合衆国のアイダホ州フレモント郡とモンタナ州ビーバーヘッド郡との間の大陸分水界上にある山。標高3,114m。センテニアル山脈 (Centennial Mountains) の最高峰。
山の片側はヘルローリングクリーク (Hell Roaring Creek) の流域であり、レッドロッククリーク (Red Rock Creek)、レッドロック川、ビーバーヘッド川、ジェファーソン川と経てミズーリ川となる。ヘルローリングクリークの水源はミシシッピ川の最上流であるとされる。反対側はサウスフォークオブダッククリーク (South Fork of Duck Creek) の流域で、ヘンリーズ湖 (Henrys Lake)、ヘンリーズフォーク (Henrys Fork)、スネーク川を経てコロンビア川に合流する。